# Tre i rad
Denna artikel handlar om spelet Tripp trapp trull. För andra betydelser, se Tripp trapp trull.

Ett avslutat parti tre i rad.

Spelbräde till varianten enkel kvarn.

Tre i rad, även kallat tripp trapp trull eller tic-tac-toe, är ett klassiskt brädspel, som vanligen spelas med papper och penna i stället för med spelbräde och spelpjäser.
Två spelare deltar. Innan spelet börjar ritar man upp en spelplan med 3 x 3 rutor på ett papper. Den ena spelaren har kryss som sin markering, den andra har ringar, och spelarna turas om att rita in sina markeringar i en ledig ruta på spelplanen. Den som först lyckats få in tre av sina markeringar i en vågrät, lodrät eller diagonal rad vinner spelet.
Om spelet förs absolut rationellt på båda sidorna, måste det sluta oavgjort. Den enda chansen att vinna är att lyckas med att fånga en oförsiktig spelare i en fälla, där man i nästa drag kan få tre i rad på två olika sätt; motspelaren kan då bara avstyra det ena.
Spelet har vissa likheter med luffarschack, och går därför ibland, egentligen felaktigt, under denna benämning.

## Varianter
I en annan, och äldre, form av tre i rad används spelpjäser och ett spelbräde (med 3 x 3 rutor). Spelarna har tre pjäser var, som de turas om med att placera ut på brädet. Vanligtvis är det förbjudet för den som inleder spelet att då inta mittrutan. När alla pjäserna är utlagda – och ingen har fått tre i rad – fortsätter man med att växelvis flytta en pjäs till en ledig ruta, vilken enligt stränga regler måste vara en intilliggande ruta, eller enligt andra regler kan vara vilken ledig ruta som helst.
I den spelvariant som kallas för enkel kvarn används ett bräde med nio punkter förbundna med vågräta, lodräta och diagonala linjer. När alla pjäser är utplacerade får de flyttas utefter någon av linjerna till en ledig punkt.